# 北畠通城

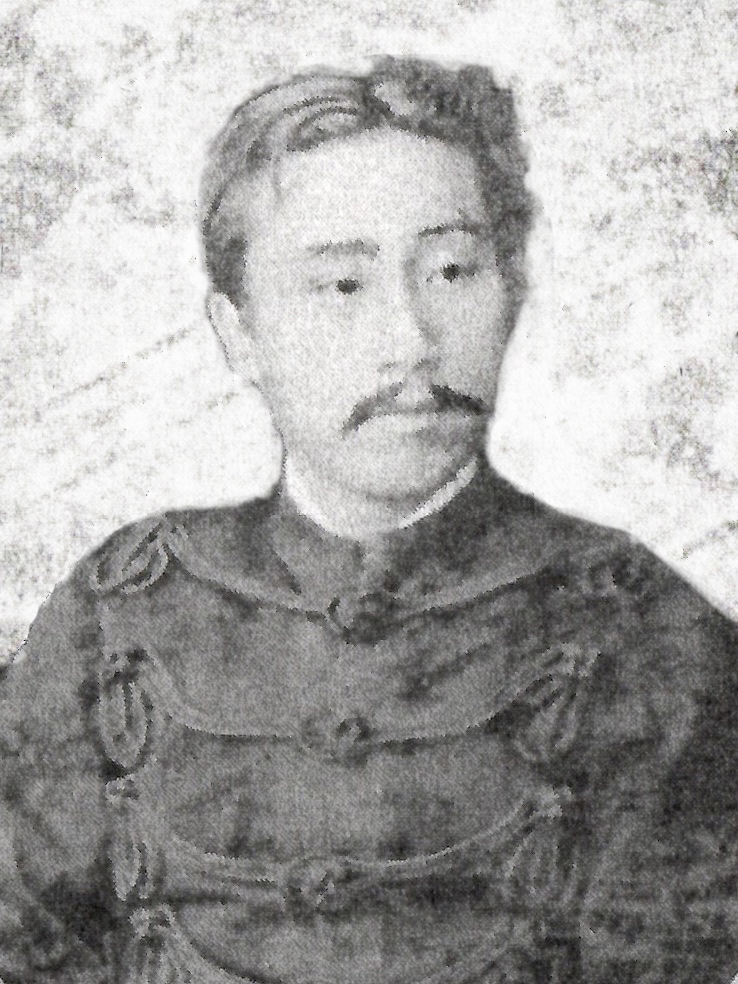
北畠通城

北畠 通城（きたばたけ みちくに / みちしろ、1849年11月19日（嘉永2年10月5日）- 1888年（明治21年）10月15日）は、幕末の公家、明治期の内政官僚・神職・華族。官選兵庫県知事、男爵、霊山神社宮司。旧姓・久我、初名・維麿（これまろ）。

## 経歴
内大臣・久我建通の四男として生まれた。
王政復古後、明治元年（1868年）9月、第一次柏崎県知事に就任。小千谷校（現在の小千谷市立小千谷小学校）の創立にかかわった。柏崎県廃止により知事を辞職し、明治2年4月10日 （1869年5月21日）、兵庫知県事に発令されたが赴任せず、同年5月19日（6月28日）に退任。明治3年（1870年）3月、大阪兵学寮入寮。同年12月22日（1871年2月11日）、終身華族となる。明治4年（1871年）7月、村上源氏の同族である北畠に改姓。同年12月（1872年）病のため兵学寮を退寮し、その後、三等中警部心得、陸軍少尉試補などを務めた。1877年6月、宮中祗候となり、1884年7月、男爵を叙爵した。1885年（明治18年）4月、北畠親房などをまつる霊山神社の宮司に就任した。

## 系譜
- 前妻：北畠富子（1864 - 1881） - 侯爵広幡忠礼三女[3]
  - 長男：北畠克通（1875 - 1943）[3]
  - 長女：北畠豊子（1877 - 1890）[3]
- 後妻：小山正子（1862 - ?） - 子爵石山基正長女[3][6][注釈 1]
  - 次女：大谷孝子（1882 - ?） - 大谷勝正夫人[3]
  - 三女：楠文子（1885 - ?） - 楠現順夫人[3]
  - 四女：保田茂子（1887 - ?） - 保田實夫人[3]